# Акобян, Вагаршак Сосевич
Вагарша́к Со́севич Акобя́н (арм. Վաղարշակ Սոսեի Հակոբյան; род. 1 января 1991 года, Цахкадзор, Котайкская область, Армения) — армянский политический деятель, тюрколог. Депутат Национального Собрания Армении VII созыва (с 14 января 2019 года) от блока партий «Мой шаг». Кандидат исторических наук.

## Биография
Вагаршак Акобян родился в 1991 году в городе Цахкадзоре Котайкской области Армении.

### Образование
- 1997-2007 гг. — средняя школа города Цахкадзора.
- 2007-2011 гг. — бакалавриат факультет востоковедения ЕГУ.
- 2007-2011 гг. — магистратура отделения тюркологии Международного научно-образовательного центра Национальной академии наук Армении.
- 2013-2016 гг. — аспирантура факультета востоковедения Международного научно-образовательного центра Национальной академии наук Армении. В 2016 защитил кандидатскую диссертацию, получив ученую степень кандидата исторических наук[1].

### Общественная деятельность
В 2012 году учредил Ассоциацию молодых политических деятелей.

### Трудовая деятельность
- 2015-2016 гг. — преподавал в Европейской региональной образовательной академии и во Французском университете Армении.
- 11 мая 2018-13 января 2019 гг. — помощник министра диаспоры Республики Армения.
- В результате состоявшихся 9 декабря 2018 года внеочередных парламентских выборов в Армении избран депутатом Национального Собрания Республики Армения по избирательному округу N 10 территориального избирательного списка блока парти "Мой шаг"[2].

## Научная деятельность
Является автором ряда научных статей.